# Psychotic Waltz
A  Psychotic Waltz egy amerikai progresszív metal zenekar, melyet 1986-ban alapítottak El Cajonban, Kaliforniában. 1997-ben feloszlottak, de 2010-ben bejelentették az újjáalakulásukat és 2011-es koncertdátumaikat, továbbá egy új album megjelenését is kilátásba helyezték.

## Történet

### Kezdetek
A középiskolás cimborákból alakult formáció első neve Aslan volt C.S.Lewis Az oroszlán, a boszorkány és a ruhásszekrény című regénye oroszlán szereplője után.
A San Diegó-i környéken adott koncertjeikből és pólóeladásokból sikerült finanszírozniuk az első demójuk felvételeit, amit 1986 Aslan címmel adtak ki. Később kiderült hogy ilyen nevű zenekar már létezik ezért nevüket - egy barátjuk javaslatára - Psychotic Waltzra változtatták, az 1988-as demójuk már ezzel a zenekarnévvel és címmel jelent meg.

### A Social Grace
1989 és 1990 között saját erőforrásból rögzítették első stúdióalbumukat San Diegóban A Social Grace címmel, amit az USA-ban a Sub Sonic Records jelentetett meg, Európában pedig licencszerződéssel a német Rising Sun Production. Az album remek kritikákat kapott az európai színtéren a jó terjesztésnek és promóciónak köszönhetően. 1991-es európai turnéjuk során felléptek többek között a holland Dynamo Fesztiválon. Az USA-ban továbbra is erősen underground maradt a zenekar.

### Into The Everflow
A ' 91-es turné után Dan Rock súlyos balesetet szenvedett miután leesett egy hídról az abseiling nevű sport űzése közben. A zenekar 1992 augusztusa és októbere között felvette második stúdióalbumát amely az Into the Everflow címet kapta. A felvételek a Phoenix Studios-ban zajlottak Herne városában Németországban, a lemez producere a német Mekong Delta főnök Ralph Hubert volt. A lemez kiadása előtt lebonyolítottak egy mini turnét német és osztrák helyszíneken. Az új lemez a Rising Sun kiadóval kapcsolatban álló Dream Circle Records által került a boltokba, amelynek fogadtatása szintén kiváló volt. Dan Rock felépülése során a koncerteken tolókocsiban gitározott Brian McAlpine-nal egyetemben aki 11 éves kora óta volt helyhez kötve. 1992-ben a San Diego Music Awards-on jelölést kaptak a legjobb hard rock zenekar kategóriában.

### Mosquito
A zenekar ez idő tájt élte virágkorát. 1994-ben Ralph Hubert kiadójával Zardoz Music-kal kötöttek szerződést, a harmadik albumuk a Mosquito rögzítéséhez. A felvételek Los Angelesben a Record Plant és Madhatter stúdiókban zajlottak Scott Burns irányításával. Az album vegyes fogadtatásban részesült, amit a letisztultabb hangzás és hagyományosabb dalírás következményének tulajdonítottak, a rajongók egy része azon a véleményen volt hogy a zenekar eladta magát. Ez a lemez volt az utolsó, ami az eredeti felállással készült. Ward Evans basszusgitáros kilépett a zenekarból, helyét Phil Cuttino vette át. Az album borítóján még az eredeti felállás listája szerepelt, de a promo képeken már az új basszer.

### Bleeding
1996-ban ismét stúdióba vonultak hogy felvegyék a negyedik albumukat a Bleeding-et. Ezen alkalommal Scott Burns volt a hangmérnök, a keverést pedig Dan Rock és Woody Barber végezte el. Az anyagot a Bullet Proof Records terjesztette. Az új album turnéja előtt Brian McAlpine gitáros családi okokra hivatkozva elhagyta a zenekart, a két utolsó európai koncertsorozaton Steven Cox lépett helyette színpadra, amely budapesti állomást is érintett 1997. június 26-án az E-Klubban. Phil Cuttino forgatott egy klipet a Faded című dalra, majd később 1998 áprilisában a forgatási személyzet egyik tagja beperelte a zenekart, mert állítólag a felvétel alatt használt egyik reflektor miatt vakult meg. A második klip a My Grave-re készült , amely a zenekar második és egyben utolsó promóciós klipje volt.
1997-ben a zenekar, főleg Dan Rockkal kapcsolatos problémák és zenei nézeteltérések miatt feloszlott.
Buddy Lackey kilépését McAlpine távozása erősítette meg, a maradék tagok pedig nem sokáig folytatták együttes tevékenységüket: Dan Rock kiadott két szólóalbumot Darkstar néven, az Ausztriába települt Buddy Lackey új nevét használva Devon Graves-ként megalapította a Deadsoul Tribe-ot, Norm Leggio és Steve Cox Teabag néven hoztak létre egy heavy metal formációt.
Az újra kiadott albumaikat a későbbiekben a Metal Blade adta ki új csomagolásban és bónusz dalokkal kiegészítve.

## Tagok

### Jelenlegi felállás
- Buddy Lackey "Devon Graves" - ének, fuvola, gitár (1986-1997, 2010-napjainkig)
- Norm Leggio - dobok (1986-1997, 2010-napjainkig)
- Dan Rock - gitár (1986-1997, 2010-napjainkig)
- Brian McAlpine - gitár (1986-1996, 2010-napjainkig)
- Ward Evans - basszusgitár (1986-1994, 2010-napjainkig)

### Korábbi tagok
- Steven Cox - gitár (1996-1997)
- Phil Cuttino - basszusgitár (1994-1996)

## Diszkográfia

### Demók
- Aslan (1986)
- Psychotic Waltz (1988)

### Stúdióalbumok
- A Social Grace (1990)
- Into the Everflow (1992)
- Mosquito (1994)
- Bleeding (1996)
- The God-Shaped Void (2020)[9]

### Posztumusz kiadványok
- Live & Archives (1998)
- Dark Millennium (1999)

## Fordítás
Ez a szócikk részben vagy egészben  a   Psychotic Waltz című angol Wikipédia-szócikk ezen változatának fordításán alapul.  Az eredeti cikk szerkesztőit annak laptörténete sorolja fel. Ez a jelzés csupán a megfogalmazás eredetét és a szerzői jogokat jelzi, nem szolgál a cikkben szereplő információk forrásmegjelöléseként.